# Animation Collective
Animation Collective («Коллектив анимации») — анимационная студия в США, основанная Ларри Шварцем в 2003 году и базировавшаяся в Нью-Йорке. Была известна своими интернет и телесериалами, созданными при помощи Adobe Flash, Maya и других программ.
В октябре 2009 года студия была приобретена компанией HandMade Films, продюсировавшей «Житие Брайана по Монти Пайтону» и «Планета 51», она продолжила продюсирование контента новоприобретённой компании. Также она предлагала продюсировать такие сериалы как «Jolly Rabbit» и «HTDT».
В 2012 году Шварц и другие руководители административного офиса решили радикально изменить курс студии и изменили её название на «Larry Schwarz And His Band» («Ларри Шварц и его компания»). Так фактически закончилась деятельность прежней организации Animation Collective, хотя те же сотрудники всё ещё работают в том офисе. Права на рекламирование и пилотные серии «Jolly Rabbit» и «HTDT», а также на новое шоу «Team Toon» и Team Toon были переданы под новое наименование. В настоящее время правами на библиотеку Animation Collective владеет компания Handmade Films.

## Фильмография
1. Каппа Майки
2. Спиди-гонщик: Новое поколение
3. Dancing Sushi
4. SKWOD
5. Three Delivery
6. FoxBox
7. Ellen's Acres
8. HTDT
9. Джосон и Джонсон

## Заказные сериалы
- The Cheesy Adventures of Captain Mac A. Roni (DVD-релиз пилотного выпуска для Daystar Television Network)
- The Incredible Crash Dummies (for FOX Kids)
- FoxBox для веб-сайта
- Johnson and Johnson 'Touching Bond' веб-эпизоды
- Speed Racer: The Next Generation (для Nicktoons)
- Speed Racer: The Next Generation Season 2 (for Nicktoons), совместно с Toonz Entertainment

## Отменённые
- Ellen's Acres (для Cartoon Network)
- Eloise in Africa (для HandMade Films)[1]
- HTDT (непоказанный пилотный выпуск)
- Jolly Rabbit (для BBC Three, Disney)